# إليزابيث فالدهايم
إليزابيث فالدهايم (بالألمانية: Elisabeth Waldheim) (و. 1922 – م - 28 فبراير 2017) هي زوجة كورت فالدهايم أمين عام الأمم المتحدة ورئيس النمسا، حيثُ كانت السيدة الأولى للنمسا بالفترة (1986 - 1992).